# Vorinostat
A vorinostat (rINN) néven is ismert szuberanilohidroxámsav (szuberoil + anilid + hidroxámsav, rövidítve SAHA) a hiszton deacetiláz (HDAC) enzimet gátló vegyületek nagy csoportjának a tagja. A hiszton-deacetiláz inhibítorok (HDI) széles spektrumú epigenetikus aktivitással rendelkeznek.
A vorinostatot Zolinza (/Z oʊ l ɪ N z ə / zoh-LIN -zə) néven forgalmazza a Merck cég, amely a bőrön megjelenő manifesztációk kezelésére javallott olyan kután T-sejtes limfómában (CTCL) szenvedő betegeknél, akiknél a betegség tartósan fennáll, súlyosbodik, vagy visszatér két szisztémás terápia alkalmazása alatt vagy után. A vegyületet Ronald Breslow, a Columbia Egyetem vegyésze és Paul Marks, a Memorial Sloan-Kettering Intézet kutatója fejlesztette ki. 

## Gyógyászati felhasználás
A vorinostat volt az első hiszton-deacetiláz inhibítor, amelyet az amerikai Élelmiszer- és Gyógyszerengedélyeztetési Hivatal (FDA) jóváhagyott a CTCL kezelésére 2006. október 6-án. Egy II. fázisú klinikai vizsgálatban azonban nem sikerült bizonyítani az akut mieloid leukémia kezelésében kifejtett hatékonyságát.

## Hatásmechanizmus
Kimutatták, hogy a vorinostat kötődik a hiszton-deacetilázok aktív kötőhelyéhez, és kelátorként működik a cinkionokkal szemben, amelyek a hiszton-deacetilázok aktív kötőhelyén is megtalálhatók. A hiszton-deacetilázok vorinostat általi gátlása acetilezett hisztonok és acetilezett fehérjék felhalmozódását eredményezi, beleértve a sejtdifferenciálódás kiváltásához szükséges gének expressziójában fontos szerepet játszó transzkripciós faktorokat. A hiszton-deacetilázok I., II. és IV. osztályára hat.

## Klinikai vizsgálatok
A vorinostatot a CTCL-hez szorosan kapcsolódó Sézary-szindróma, egy másik típusú limfóma kezelésére is alkalmazzák.
Egy nemrégiben készült tanulmány szerint a vorinostat rendelkezik bizonyos aktivitással a visszatérő glioblastoma multiforme ellen is, alkalmazása során az átlagos túlélési idő középértéke 5,7 hónapra módosult (szemben a korábbi vizsgálatok 4-4,4 hónapjával). További agydaganatos betegekkel kapcsolatos vizsgálatokat is terveznek, amelyek során a vorinostatot más gyógyszerekkel kombinálják majd.
A vorinostat alkalmazása előrehaladott, nem kissejtes tüdőrák (NSCLC) kezelésében javuló válaszarányt, valamint megnövekedett átlagos progresszió nélküli túlélési időt és teljes túlélési időt eredményezett.
Biztató eredményeket adott egy fázis II. vizsgálatban myelodysplasticus szindróma esetén idarubicinnel és citarabinnal kombinálva.

## Preklinikai vizsgálatok
A vorinostatot potenciális HIV-látencia visszafordító ágensként (Latency Reversing Agent = LRA) vizsgálják a "shock and kill" néven ismert kutatási terápiás stratégia részeként. Kimutatták, hogy a vorinostat reaktiválja a HIV vírust a látens HIV-fertőzött T-sejtekben, in vitro és in vivo egyaránt. 
A vorinostat bizonyos fokú hatásosságot mutatott a patofiziológiás elváltozásokkal szemben alfa1-antitripszin-hiány és cisztás fibrózis esetén. A legújabb bizonyítékok arra is utalnak, hogy a vorinostat terápiás eszköz lehet a Niemann-Pick kór C1 típusú változatában (NPC1), ami egy ritka lizoszomális lipidtárolási betegség.
A University of Alabama at Birmingham kutatóinak preklinikai kísérletei azt sugallják, hogy a tumorellenes vorinostat, belinostat és panobinostat hatóanyagokat fel lehetne használni a humán papillomavírus, avagy HPV okozta fertőzések kezelésére is. 
A Covid19 betegséget okozó SARS-CoV-2-vírus sejtbe bejutásának az egyik kulcsfontosságú receptora az angiotenzin-konvertáló enzim-2 (ACE2) receptor, amelynek fokozott expressziója növeli a megfertőződés kockázatát és a vírus sejtbe jutását. Amerikai kutatók tanulmánya szerint a vorinostat az ACE2 receptorok upregulációját idézi elő.
Kínai kutatók vizsgálták, hogy vemhes egerek szevoflurán expozíciója a vemhesség késői szakaszában neurotoxikus hatású az utódokra, memória- és tanulási zavarokat eredményez, amelynek hátterében többek között a hiszton-deacetiláz 2 enzim túlzott expressziója áll. A hiszton-deacetiláz gátló vorinostat alkalmazásával a szevoflurán utódokra kifejtett neurotoxikus hatása csökkenthető volt.
A vorinostat kedvező hatást mutatott mTOR gátlókkal (sirolimus, everolimus) kombinálva refrakter Hodgkin-limfóma esetén.

## Fordítás
Ez a szócikk részben vagy egészben  a   Vorinostat című angol Wikipédia-szócikk ezen változatának fordításán alapul.  Az eredeti cikk szerkesztőit annak laptörténete sorolja fel. Ez a jelzés csupán a megfogalmazás eredetét és a szerzői jogokat jelzi, nem szolgál a cikkben szereplő információk forrásmegjelöléseként.